# Денека Микола Григорович
Мико́ла Григорович Денека (25 листопада 1914, с. Яблунів, Гусятинський район, Тернопільська область — 25 жовтня 1985, с. Гермаківка, Борщівський район, Тернопільська область) — засновник Гермаківського дендропарку, фахівець у галузі лісівництва.

## Життєпис
Зростав доброю і дбайливою дитиною. Ще з дитячих років працював у лісі. Вже тоді, споглядаючи на своїх наставників, мріяв стати відомим лісничим. Нелегкі то були часи для України. І війна внесла свої корективи в дитячі мрії Миколи.
Учасник Другої світової війни. Мав бойові нагороди.
Із 1931 року — працював у Яблунівському, у 1945—1951 рр. — Копичинецькому (Гусятинський р-н) лісництвах.
Із 1951 року — у Гермаківському лісництві.
У 1956 році заснував Гермаківський парк.

## Публікації
Денека М. Г. Гермаківський дендропарк. — Львів: Каменяр, 1982. — 32 с.: фотогр.
Денека М. Г. Дендропарк Гермаківського лісництва. — К.: Урожай, 1971. — 134 с.

## Пам'ятники
На території дендропарку в с. Гермаківка Денеці М. Г. встановлено меморіальну дошку.